# موري ويلز
موري ويلز (بالإنجليزية: Maury Wills)‏ هو لاعب كرة قاعدة أمريكي، ولد في 2 أكتوبر 1932 في واشنطن العاصمة في الولايات المتحدة.

## وصلات خارجية
- موري ويلز على موقعبيزبول رفرنس.كوم (الدوري الرئيسي) (الإنجليزية)
- موري ويلز على موقعبيزبول رفرنس.كوم (الدوري الثانوي) (الإنجليزية)
- موري ويلز على موقع مشجعي الرسوم البيانية (الإنجليزية)
- موري ويلز على موقع الموسوعة البريطانية (الإنجليزية)
- موري ويلز على موقع إن إن دي بي (الإنجليزية)
- موري ويلز على موقع ديسكوغز (الإنجليزية)